# نهر الرهد
 نهر الرهد : هو نهر موسمي ومن روافد نهر النيل الأزرق ينبع من الهضبة الإثيوبية لينحدر نحو سهول السودان الشرقية لولاية القضارف قبل أن يلتقي بمقرن نهر النيل الأزرق شرق مدينة واد مدني بالسودان. تقل كمية مياهه في موسم الجفاف وتزداد خلال موسم الفيضانات في الفترة من يونيو / أيار وحتى سبتمبر/ أيلول.

## التسمية
لفظ الرهد في اللهجة العربية السودانية يعني لجة الماء أي البحيرة الكبيرة أو تجمع المياه، وأطلق الاسم على نهر الرهد لانحسار مياهه أثناء فصل الصيف بحيث يتحول مجراه إلى بحيرات أو مسطحات مائية متقطعة تتخللها أماكن ضحلة أو شبه جافة.

## مساره

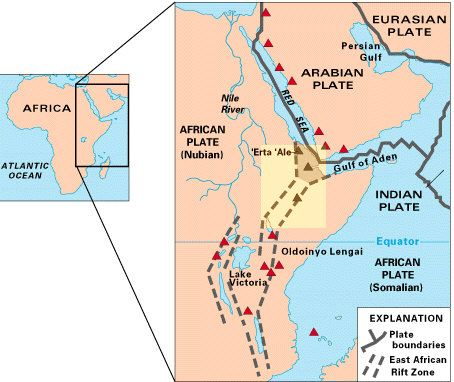
منبع نهر الرهد في المرتفعات الإثيوبية

ينبع النهر من كتلة الهضبة الإثيوبية على بعد 20 كيلومتر (12.42 ميل) غرب بحيرة تانا على الجهة اليمنى من وادي نهر أباي ، وهو مجرى أعالي نهر النيل الأزرق بأثيوبيا، لينطلق نحو الشرق في اتجاه السودان ويتجه أكثر وأكثر نحو الشمال الشرقي ليمر عبر محمية الدندر الطبيعية ويلتقى بالنيل الأزرق شرق مدينة واد مدني بولاية الجزيرة في أواسط السودان.

## طوله
يبلغ طوله من منبعه في إثيوبيا وحتى مقرنه بالنيل الأزرق حوالي 480 كيلو متر (300 ميل).

## حجم فيضانه
يبلغ حجم فيضان النهر حوالي ألف ومائة مليون متر مكعب ، ويتم الاستفادة منها في الريّ من خلال تحويل المياه إلى قناة مشروع الرهد الزراعي بعد تجميعها في خزان أبو رخم.

## السدود

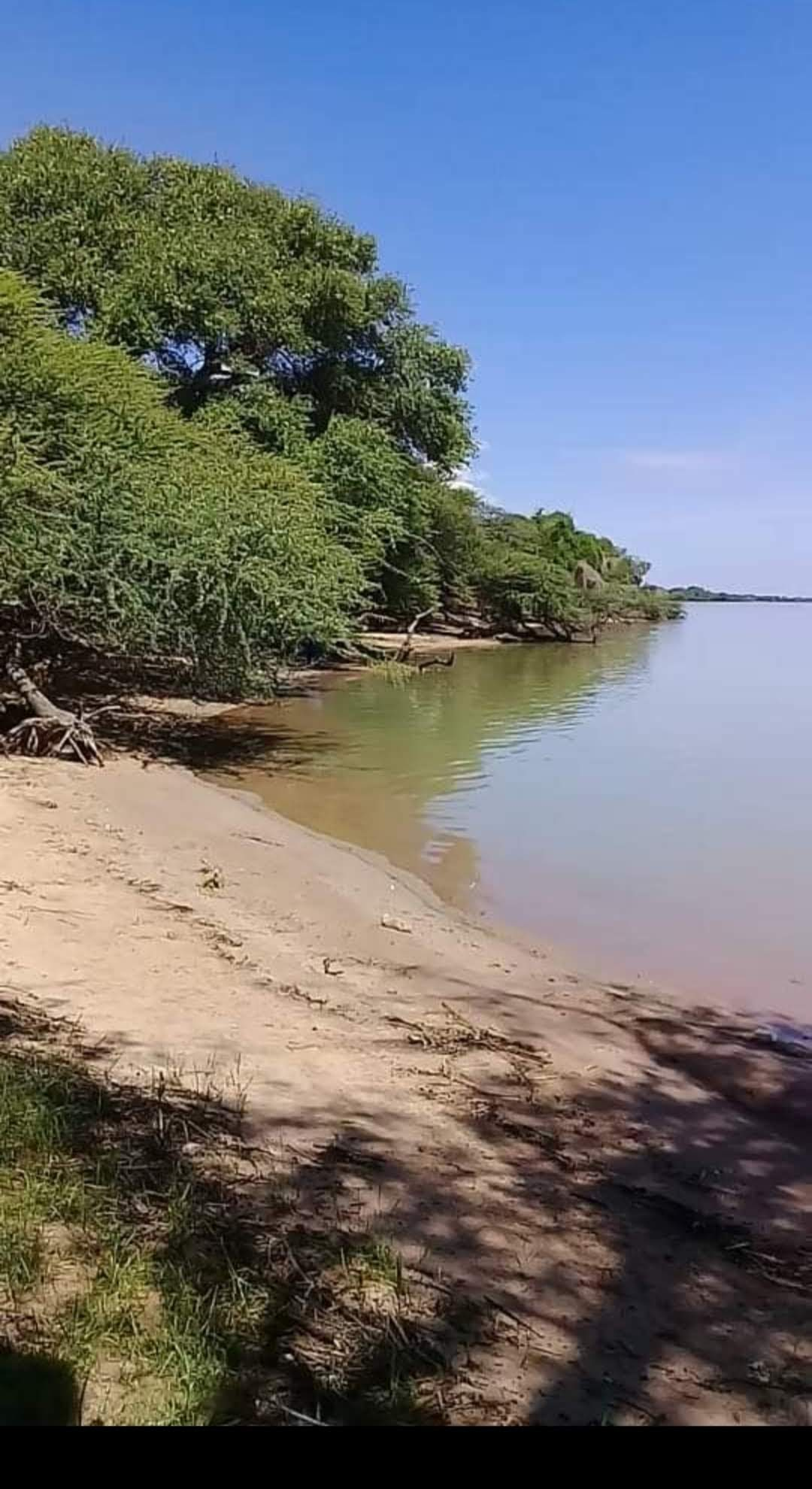
نهر الرهد

هناك ستة سدود ترابية أُقيمت على مجرى النهر في محليتي المفازة والرهد، من بينها سد ملولو لتوفير مياه الري والشرب لمدينة الحواتة وقرى أم طليح، وود الشاعر، وكونا، وجارمي، إضافة إلى 36 طلمبة مياه لري البساتين فيها، إلى جانب سد بربر لري قرى بربر وقرقوشة، وهِجليجة، والخشخاشة والعُشَرة.

## المشاريع الإقتصادية الإجتماعية
يعتبر مشروع الرهد الزراعي بالسودان، من أهم مشاريع الري المعتمدة على مياه نهر الرهد وتبلغ مساحته 353000 فدان موزعة في ولايتي الجزيرة والقضارف . تأسس في عام 1977م بهدف تحويل منطقة الرهد من الزراعة التقليدية إلى الحديثة ورفع المستوى المعيشي لسكانها من خلال التوسع في زراعة الخضروات والفواكه للإستهلاك المحلي والتصدير، حيث تُزرع محاصيل نقدية وأخرى استهلاكية، ومنها القطن والذرة، و الفول السوداني، والجوافة والمانجو والطماطم وغيرها. ويشمل المشروع أيضاً تربية المواشي من الإبل والضأن والأبقار . ويستخدم في ري أراضي المشروع نظام الري الانسيابي من خزان الروصيرص عبر قناة الرهد، والري بالطلمبات عن طريق سحب المياه بالمضخات من خزان تجميعها في سد أبو رخم.